# Урочище Хоботок
Урочище «Хоботок» — комплексный памятник природы регионального значения, который расположен на территории Каменского района Ростовской области России. Подчиняется Комитету по охране окружающей среды и природных ресурсов Ростовской области. Урочище было создано в 1965 году.

## Описание
Естественные пойменные леса остались в достаточном количестве на левом берегу реки Северский Донец, на правом они входят в состав территории урочища Хоботок, которое располагается севернее хутора Хоботок. Урочище располагается в 70 квадрате Калитвенского участкового лесничества Каменского территориального отдела лесничества. Общая площадь составляет около 31 гектара.
На территории урочища водятся 2 вида птиц, которые были занесены в Красную книгу Ростовской области: это белоглазый нырок и курганник. Среди деревьев, распространены такие виды, как тополи, черемуха, дуб, ива белая, терн, берест, крушина. Представителями фауны являются косули, лесные мыши, большие синицы, ужи, ящерицы, вяхири, землеройки, белогрудые ежи.
Урочище, кроме выполнения водозащитной функции, защищает ещё и почву. На этой местности проводятся исследования по вопросам борьбы с эрозией и рациональным использованием каменистых земель. Объект обладает природоохранным, научным и водоохранным значением. На территории урочища выпас скота и сбор ягод запрещён. На местности развивается экологический туризм.